# بثينة بنت المعتمد بن عباد
بثينة بنت المعتمد بن عبَّاد هي شاعرة من شواعر الأندلس، أمها اعتماد الرميكية، وكان كلا أبواها شاعرين معروفين.
كانت من جملة من سبي لما أحيط بأبيها ووقع النهب في قصره، واشتراها بعد سبيها تاجر من إشبيلية، فلمَّا أراد الدخول عليها امتنعت وبيَّنت له نسبها، وقالت: «لا أحلُّ لك إلا بعقد زواجٍ شرعي إن رضي أبي بذلك»، فأرسلت إلى أبيها رسالة عن الأمر استخدمت فيها أبياتاً من الشعر. وكان أبواها حتى ذلك الوقت يجهلان مصيرها، ففرحا بأنها حية، ووافقا على زواجها، وأوصاها والدها المعتمد بالصبر وإرضاء زوجها قائلاً: